# ميريت ماثياس
ميريت ماثياس (بالإنجليزية: Merritt Mathias)‏ هي لاعبة كرة قدم أمريكية، ولدت في 2 يوليو 1990 في برمنغهام في الولايات المتحدة. شاركت مع منتخب الولايات المتحدة تحت 17 سنة للسيدات لكرة القدم ‏. أما مع النوادي، فقد لعبت مع سياتل رين ونادي كانساس سيتي.

## وصلات خارجية
- ميريت ماثياس على موقع قاعدة بيانات كرة القدم.إي يو (الإنجليزية)
- ميريت ماثياس على موقع Soccerway.com (الإنجليزية)
- ميريت ماثياس على موقع عالم كرة القدم.نت (الإنجليزية)